# معقوف المنقار
معقوف المنقار (الاسم العلمي: Rhinopomastus)، جنس طيور من فصيلة هداهد الغابات. أنواعه ثلاثة إفريقية الموطن.